# Mistrzostwa Świata w Łyżwiarstwie Szybkim w Wieloboju 1922
23. mistrzostwa świata w łyżwiarstwie szybkim w wieloboju odbyły się w dniach 18–19 lutego 1922 roku w stolicy Norwegii, Oslo. Zawodnicy startowali na naturalnym lodowisku na Frogner Stadion po raz drugi (wcześniej w 1914). Były to pierwsze mistrzostwa od 1914 roku, po przerwie spowodowanej I wojną światową. W zawodach wzięli udział tylko mężczyźni. Łyżwiarze startowali na czterech dystansach: 500 m, 1500 m, 5000 m, 10000 m. Mistrzem świata został reprezentant gospodarzy Harald Strøm, który dodatkowo pobił rekord świata na 5000 m. O tym, które miejsca zajmowali zawodnicy decydowała mniejsza liczba punktów. Liczba punktów była identyczna z miejscem zajętym w danym biegu (1. miejsce – 1 punkt, 2. miejsce – 2 punkty itd.).

## Uczestnicy
W zawodach wzięło udział 18 łyżwiarzy z 3 krajów. Sklasyfikowanych zostało 16.
| Państwa biorące udział w mistrzostwach | Państwa biorące udział w mistrzostwach | Państwa biorące udział w mistrzostwach | Państwa biorące udział w mistrzostwach |
| -------------------------------------- | -------------------------------------- | -------------------------------------- | -------------------------------------- |
| Finlandia                              | Norwegia                               | Szwecja                                |                                        |

## Wyniki
- DNS – nie wystartował, DNF – nie ukończył, WR – rekord świata

| Pozycja | Zawodnik         | Kraj      | 500 m      | 5000 m         | 1500 m       | 10000 m       | Pkt. |
| ------- | ---------------- | --------- | ---------- | -------------- | ------------ | ------------- | ---- |
| 01 !    | Harald Strøm     | Norwegia  | 45.2 (4.)  | 8:26.5 (1.) WR | 2:25.3 (3.)  | 17:37.5 (1.)  | 9    |
| 02 !    | Roald Larsen     | Norwegia  | 43.6 (1.)  | 8:43.8 (4.)    | 2:24.8 (2.)  | 18:04.1 (6.)  | 13   |
| 03 !    | Clas Thunberg    | Finlandia | 44.1 (2.)  | 8:41.8 (3.)    | 2:22.8 (1.)  | 18:10.2 (9.)  | 15   |
| 4.      | Ole Olsen        | Norwegia  | 46.2 (11.) | 8:38.1 (2.)    | 2:27.2 (6.)  | 17:43.6 (2.)  | 21   |
| 5.      | Julius Skutnabb  | Finlandia | 45.9 (8.)  | 8:49.4 (7.)    | 2:27.1 (5.)  | 17:59.3 (4.)  | 24   |
| 6.      | Sigurd Moen      | Norwegia  | 46.4 (12.) | 8:46.3 (5.)    | 2:26.1 (4.)  | 18:05.6 (7.)  | 28   |
| 7.      | Walter Tverin    | Finlandia | 45.4 (5.)  | 8:52.4 (10.)   | 2:27.2 (6.)  | 18:21.7 (10.) | 31   |
| 8.      | Eric Blomgren    | Szwecja   | 45.9 (8.)  | 8:49.6 (8.)    | 2:27.9 (8.)  | 18:09.0 (8.)  | 32   |
| 9.      | Karl Bergström   | Finlandia | 47.1 (14.) | 8:49.7 (9.)    | 2:29.2 (10.) | 17:54.1 (3.)  | 36   |
| 10.     | Oskar Olsen      | Norwegia  | 45.1 (3.)  | 9:00.6 (11.)   | 2:29.2 (10.) | 18:45.6 (13.) | 37   |
| 11.     | Erling Olsen     | Norwegia  | 48.1 (16.) | 8:48.1 (6.)    | 2:31.7 (15.) | 18:01.3 (5.)  | 41   |
| 12.     | Theodor Pedersen | Norwegia  | 45.4 (5.)  | 9:03.3 (12.)   | 2:29.7 (14.) | 18:55.8 (15.) | 46   |
| 13.     | Aksel Belewicz   | Finlandia | 45.6 (7.)  | 9:18.1 (17.)   | 2:28.5 (9.)  | 19:09.0 (16.) | 48   |
| 14.     | Ilmari Danska    | Finlandia | 46.8 (13.) | 9:04.2 (13.)   | 2:29.3 (12.) | 18:44.6 (12.) | 50   |
| 15.     | Knut Sundheim    | Norwegia  | 46.1 (10.) | 9:06.8 (14.)   | 2:29.5 (13.) | 18:49.7 (14.) | 51   |
| 16.     | Gustaf Andersson | Szwecja   | 49.1 (17.) | 9:08.1 (15.)   | 2:33.7 (16.) | 18:42.5 (11.) | 58   |
| DNS     | Mikal Mikkelsen  | Norwegia  | 50.2 (18.) | 9:12.8 (16.)   | DNF          | 59:59.9 !     | -    |
| DNS     | Sverre Aune      | Norwegia  | 47.5 (15.) | 9:23.2 (18.)   | 2:35.4 (17.) | 59:59.9 !     | -    |